# C2orf48
C2orf48 (англ. Chromosome 2 open reading frame 48) – білок, який кодується однойменним геном, розташованим у людей на 2-й хромосомі. Довжина поліпептидного ланцюга білка становить 159 амінокислот, а молекулярна маса — 17 367.
| 10         |  | 20         |  | 30         |  | 40         |  | 50         |
| ---------- |  | ---------- |  | ---------- |  | ---------- |  | ---------- |
| MESRPSGRQH |  | ASEGDGDQSP |  | TQCAGMRSSG |  | RSDQPYVLKG |  | NPLLLRVRCY |
| SGCASGSGRQ |  | LQLSVFQDLN |  | QFSHCRVWRS |  | PALIVKGEPP |  | WCSQQDTQSP |
| FQTGTPLERP |  | CFRMKLSGWE |  | LTKNAQRALG |  | SKLQHILSLD |  | STQACGAGGP |
| TILRPPRAP  |  |            |  |            |  |            |  |            |

A: Аланін

C: Цистеїн

D: Аспарагінова кислота

E: Глутамінова кислота

F: Фенілаланін

G: Гліцин

H: Гістидин

I: Ізолейцин

K: Лізин

L: Лейцин

M: Метіонін

N: Аспарагін

P: Пролін

Q: Глутамін

R: Аргінін

S: Серин

T: Треонін

V: Валін

W: Триптофан